# Saison 6 de Candice Renoir
Chronologie
Saison 5 Saison 7
Cet article présente les épisodes de la sixième saison de la série télévisée Candice Renoir.

## Distribution

### Famille Renoir
- Cécile Bois : Commandant Candice Renoir
- Clara Antoons : Emma Renoir (fille, ainée des enfants)
- Étienne Martinelli : Jules Renoir (ainé des garçons, cadet des enfants)
- Paul Ruscher : Martin Renoir (l'un des jumeaux)
- Alexandre Ruscher : Léo Renoir (l'autre jumeau)
- Arnaud Giovaninetti : Laurent Renoir, ex-mari et père des enfants de Candice (épisodes 4 et 5)

### Le Commissariat
- Raphaël Lenglet : Capitaine, puis Commissaire Antoine Dumas (de l'Estang)
- Ali Marhyar : Brigadier Mehdi Badhou
- Yeelem Jappain : Lieutenant Valentine Atger
- François-Dominique Blin : Brigadier-chef Franck Davenne (épisodes 1 à 6)
- Nathalie Boutefeu : Sylvie Leclerc, commissaire, puis Chef de la Sûreté Publique de l'Hérault

## Liste des épisodes

### Épisode 1:Il faut souffrir pour être beau
- Suisse : 10 avril 2018 sur RTS Un
- Belgique : 19 avril 2018 sur La Une
- France : 27 avril 2018 sur France 2

- Belgique :
- France : 5,03 millions de téléspectateurs (21,5 %)[1]

### Épisode 2:La vengeance est un plat qui se mange froid
- Suisse : 10 avril 2018 sur RTS Un
- Belgique : 19 avril 2018 sur La Une
- France : 27 avril 2018 sur France 2

- Belgique :
- France : 4,71 millions de téléspectateurs (21,2%)

### Épisode 3:Rira bien qui rira le dernier
- Suisse : 17 avril 2018 sur RTS Un
- Belgique : 26 avril 2018 sur La Une
- France : 4 mai 2018 sur France 2

- Belgique :
- France : 4,82 millions de téléspectateurs (20.5%)

### Épisode 4:À beau mentir qui vient de loin
- Suisse : 17 avril 2018 sur RTS Un
- Belgique : 26 avril 2018 sur La Une
- France : 4 mai 2018 sur France 2

- Belgique :
- France : 4,61 millions de téléspectateurs (20.6%)

- Sophie Barjac
- Arnaud Giovaninetti

### Épisode 5:Le chien est le meilleur ami de l'homme
- Suisse : 24 avril 2018 sur RTS Un
- Belgique : 3 mai 2018 sur La Une
- France : 11 mai 2018 sur France 2

- Belgique :
- France : 4,87 millions de téléspectateurs (21.3%)

- Christelle Reboul
- Marc Citti
- Cécile Rebboah
- Arnaud Giovaninetti

### Épisode 6:C'est la goutte d'eau qui fait déborder le vase
- Suisse : 24 avril 2018 sur RTS Un
- Belgique : 3 mai 2018 sur La Une
- France : 11 mai 2018 sur France 2

- Belgique :
- France : 4,66 millions de téléspectateurs (21.4%)

- Armelle Deutsch
- Benjamin Baroche

Alors que Candice accompagne l'un de ses jumeaux au lycée pour une retenue, Éloïse Murat (Armelle Deutsch), mère d'un élève de la classe du jumeau en question, prend en otage les occupants de la salle de classe, trois élèves, le professeur et Candice. Le fils d'Éloïse serait sur le point de se suicider, le défi ultime des « défis de l'extrême », auxquels ont pris part cinq élèves dont - à la grande surprise de Candice - le jumeau auquel le professeur a donné une retenue. Éloïse menace d'exécuter les otages si jamais il est trop tard pour sauver son fils.

### Épisode 7:L'enfer est pavé de bonnes intentions
- Suisse : 1er mai 2018 sur RTS Un
- Belgique : 10 mai 2018 sur La Une
- France : 18 mai 2018 sur France 2

- Belgique :
- France : 4,81 millions de téléspectateurs (21,2 %)

- Benjamin Baroche

Candice et son équipe ont du mal à se remettre de la mort de leur coéquipier Franck Davenne, tué par Éloïse Murat (voir épisode précédent). Franck Davenne n'était pourtant pas vraiment apprécié des autres, à cause de son comportement brutal. 
Le psychologue de la police leur impose une thérapie de groupe pour en parler lors d'une croisière à bord d'une péniche.
Mais, depuis le bateau, Candice est témoin d'un meurtre.

### Épisode 8:À la guerre comme à la guerre
- Suisse : 1er mai 2018 sur RTS Un
- Belgique : 10 mai 2018 sur La Une
- France : 18 mai 2018 sur France 2

- Belgique :
- France : 4,44 millions de téléspectateurs (20.1%)

- Benjamin Baroche
- Nicolas Wanczycki

Le corps d'un jeune homme de 18 ans a été retrouvé au petit matin dans une ruelle de Sète. Il a été étranglé. Sa carte d'identité Légion Etrangère est retrouvée : il s'agit d'Arnaud Terrasson, d'origine suisse. 
Mais la police suisse est formelle : elle n' a pas ce nom dans ses fichiers de recensement. Son vrai prénom est Adrien. 
On apprend que Valentine et ses parents ne se parlent plus. Elle se rend chez eux. Va-t-elle sonner ? 

### Épisode 9:L'union fait la force (1re partie)
- Suisse : 8 mai 2018 sur RTS Un
- Belgique : 17 mai 2018 sur La Une
- France : 25 mai 2018 sur France 2

- Belgique :
- France : 4,61 millions de téléspectateurs (21.3%)

- Benjamin Baroche : Max Francazal
- Olivier Cabassut : Capitaine  Marquez
- Blanche Van Hyfte : Lieutenant Tassigny

Le torchon brûle entre Candice Renoir et Antoine Dumas. Pour y remédier, tous les deux se rendent chez un psychiatre pour une séance d'hypnose. Dès le lendemain matin, ils se retrouvent l'un dans la peau de l'autre.

### Épisode 10:L'union fait la force (2e partie)
- Suisse : 8 mai 2018 sur RTS Un
- Belgique : 17 mai 2018 sur La Une
- France : 25 mai 2018 sur France 2

- Belgique :
- France : 4,62 millions de téléspectateurs (21.5%)

- Benjamin Baroche : Max Francazal
- Olivier Cabassut : Marquez

L'équipe continue l'enquête sur la famille disparue. Un premier suspect est retrouvé mort. 
Candice et Antoine sont toujours dans le corps de l'autre; leur comportement étonne beaucoup leurs collègues.
Ils travaillent avec le capitaine Marquez et son lieutenant Tassigny. 